# Championnat de France féminin de volley-ball 2020-2021
Navigation
Saison précédente Saison suivante
La Ligue A féminine 2020-2021 oppose les quinze meilleures équipes féminines françaises de volley-ball. Cette saison le championnat se dispute avec 15 équipes dont une équipe de l'Institut fédéral de volley-ball renommée France Avenir 2024.
Plusieurs matchs n'ont pas pu se jouer en raison de mesures d'isolement dus à la pandémie de Covid-19 ; le classement final est donc établi selon le ratio de points, c’est-à-dire le nombre de points marqués divisé par le nombre de matchs disputés, obtenu par chaque équipe à l’issue de la saison régulière.
L'ASPTT Mulhouse est sacrée championne de France.

## Listes des équipes en compétition
Légende des couleurs
- Ligue des champions 2020-2021
- Coupe de la CEV 2020-2021
- Challenge Cup 2020-2021
- Promu de Élite 2019-2020

| Club                              | Classement 2019-2020 | Salle(s)                            | Capacité théorique |
| --------------------------------- | -------------------- | ----------------------------------- | ------------------ |
| ASPTT Mulhouse                    | 1er                  | Palais des Sports                   | 3 700              |
| Volley-Ball Nantes                | 2e                   | Saint-Joseph 2                      | 798                |
| Volero Le Cannet                  | 3e                   | Gymnase Maillan                     | 825                |
| Béziers Volley                    | 4e                   | Halle des Sports du Four            | 770                |
| Racing Club de Cannes             | 5e                   | Palais des Victoires                | 4 000              |
| Vandœuvre Nancy VB                | 6e                   | Parc des Sports Nations             | 600                |
| VC Marcq-en-Barœul                | 7e                   | Salle Georges Nicquet               | 650                |
| Pays d'Aix Venelles VB            | 8e                   | Halle des Sports                    | 650                |
| AS Saint-Raphaël VB               | 9e                   | Salle Pierre-Clere                  | 500                |
| Terville FOC                      | 10e                  | Salle municipale                    | 600                |
| Saint-Cloud Paris Stade français  | 11e                  | Salle Géo-André                     | 1 100              |
| VBC Chamalières                   | 12e                  | Grande Salle Chatrousse             | 800                |
| MO Mougins                        | 13e                  | Gymnase des Oiseaux - Roger Duhalde | 399                |
| France Avenir 2024                | 14e                  | CREPS Toulouse                      | 100                |
| Istres Ouest Provence Volley-Ball | 1er Elite Poule B    | Halle Polyvalente                   | 4 030              |

### Classement
Les points sont attribués de la manière suivante, 3 points en cas de victoire, 0 point en cas de défaite. Si le match va jusqu'au tie-break (cinquième set), le vainqueur ne marquera que 2 points et le vaincu récupérera 1 point.
- En cas d’égalité de points, le classement prend en compte :
  - le nombre de victoires
  - le quotient des sets
  - le quotient des points

La saison n'ayant pu se terminer complètement, les points qui sont le premier critère de départage sont remplacés par le ratio points par match.
| # | Équipe                            | Pts       | J  | G  | Gt | Pt | P  | Sp | Sc | Ratio | Pp   | Pc   | Ratio |
| 1 | ASPTT Mulhouse                    | 77 (2,52) | 28 | 27 | 0  | 0  | 1  | 83 | 24 | 3.458 | 2494 | 2058 | 1.212 |
| 2 | Béziers Volley                    | 63 (2,33) | 27 | 23 | 0  | 0  | 4  | 74 | 26 | 2.846 | 2359 | 2043 | 1.155 |
| 3 | Volley-Ball Nantes                | 59 (2,11) | 28 | 21 | 0  | 0  | 7  | 68 | 41 | 1.659 | 2489 | 2267 | 1.098 |
| 4 | Volero Le Cannet                  | 49 (1,88) | 26 | 17 | 0  | 0  | 9  | 56 | 39 | 1.436 | 2165 | 2059 | 1.051 |
| 5 | Racing Club de Cannes             | 49 (1,88) | 28 | 16 | 0  | 0  | 12 | 58 | 45 | 1.289 | 2324 | 2277 | 1.021 |
| 6 | Terville FOC                      | 45 (1,67) | 27 | 15 | 0  | 0  | 12 | 54 | 46 | 1.174 | 2231 | 2179 | 1.024 |
| 7 | Venelles VB                       | 40 (1,48) | 27 | 13 | 0  | 0  | 14 | 50 | 52 | 0.962 | 2261 | 2239 | 1.01  |
| 8 | VC Marcq-en-Barœul                | 37 (1,48) | 25 | 12 | 0  | 0  | 13 | 52 | 48 | 1.083 | 2165 | 2171 | 0.997 |
| 9 | Vandœuvre Nancy VB                | 37 (1,37) | 27 | 11 | 0  | 0  | 16 | 51 | 59 | 0.864 | 2403 | 2419 | 0.993 |
| 10 | AS Saint-Raphaël VB               | 36 (1,29) | 28 | 10 | 0  | 0  | 18 | 46 | 58 | 0.793 | 2265 | 2308 | 0.981 |
| 11 | Saint-Cloud Paris Stade français  | 32 (1,23) | 26 | 10 | 0  | 0  | 16 | 43 | 53 | 0.811 | 2113 | 2121 | 0.996 |
| 12 | VBC Chamalières                   | 33 (1,22) | 27 | 12 | 0  | 0  | 15 | 49 | 58 | 0.845 | 2292 | 2368 | 0.968 |
| 13 | Istres Ouest Provence Volley-Ball | 32 (1,14) | 28 | 9  | 0  | 0  | 19 | 43 | 61 | 0.705 | 2205 | 2337 | 0.944 |
| 14 | MO Mougins                        | 18 (0,69) | 26 | 6  | 0  | 0  | 21 | 30 | 68 | 0.441 | 1963 | 2282 | 0.86  |
| 15 | France Avenir 2024                | 2 (0,07)  | 27 | 1  | 0  | 0  | 26 | 6  | 80 | 0.075 | 1526 | 2127 | 0.717 |
| Champion de FranceRelégation en Élite(T) = Tenant du titre; (P) = Promu; (C) = Vainqueur de la Coupe de France; # = classement; Pts = points; J = joués; G / Gt / Pt / P = gagnés 3-0 ou 3-1 / gagnés au tie-break 3-2 / perdus au tie-break 2-3 / perdus 1-3 ou 0-3; Sp / Sc / Ratio = sets pour / contre / ratio de sets pour/contre; Pp / Pc / Ratio = points pour / contre / ratio de points pour/contre |                                   |           |    |    |    |    |    |    |    |       |      |      |       |